# بيل ريان (صحفي)
بيل ريان (بالإنجليزية: Bill Ryan)‏ هو صحفي أمريكي، ولد في 4 أبريل 1926، وتوفي في 18 فبراير 1997.

## وصلات خارجية
- بيل ريان على موقع IMDb (الإنجليزية)